# Raiven

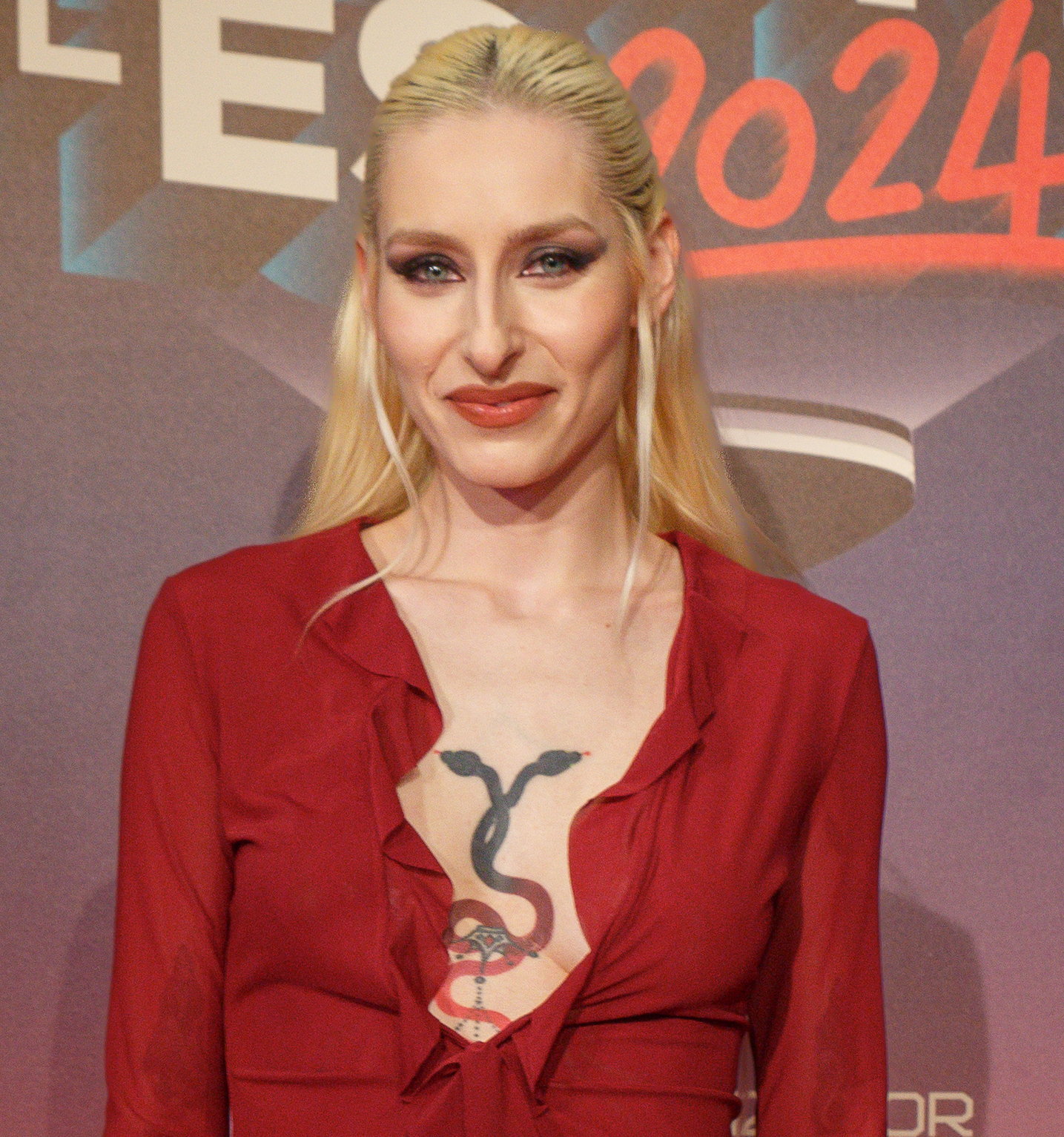
Raiven (2024)

Sara Briški Cirman (* 26. April 1996 in Ljubljana), bekannt als Raiven, ist eine slowenische Sängerin, Mezzosopranistin, Songwriterin und Harfenistin. Sie vertrat Slowenien beim Eurovision Song Contest 2024 in Malmö.

## Leben
Raiven wuchs in der slowenischen Hauptstadt Ljubljana auf. Sie begann sich im Alter von vier Jahren für Musik zu interessieren und wurde an der Ljubljana Music Matica eingeschrieben. Zwischen 2002 und 2011 nahm sie Harfen-Stunden an der Music School in Ljubljana.
Mit dem Beitrag Črno Bel war Raiven Teilnehmerin an Evrovizijska Melodija 2016, dem slowenischen Vorentscheid zum Eurovision Song Contest 2016. Sie belegte hinter ManuElla den zweiten Platz. Auch 2017 nahm sie an Evrovizijska Melodija teil. Ihr Beitrag Zažarim landete auf dem dritten Platz. Zwei Jahre später nahm sie mit ihrem Beitrag Kaos zum dritten Mal an Evrovizijska Melodija teil und erreichte erneut den zweiten Platz.
2022 präsentierte Raiven ein Electro-Opera Projekt, in dem sie klassische Oper mit elektronischem Pop kombiniert. 2023 veröffentlichte sie ihren neuen Song Ikona zusammen mit Helena Blagne.
Am 12. Dezember 2023 wurde bekanntgegeben, dass Raiven Slowenien mit ihrem Song Veronika beim Eurovision Song Contest 2024 in Malmö vertreten würde. Im Finale am 11. Mai 2024 belegte sie den 23. Platz.

## Diskografie

### Alben
- 2017: Magenta

### EPs
- 2019: REM
- 2024: Sirene, Pt. 1

### Singles
- 2014: Jadra
- 2015: Bežim
- 2016: Črno Bel
- 2016: Nov planet
- 2017: Zažarim
- 2018: Nisem kriva
- 2019: Kaos
- 2019: Širni Ocean
- 2019: Kralj Babilona
- 2019: Ti
- 2021: Volkovi
- 2022: Habanera
- 2023: Ikona
- 2024: Veronika
- 2024: Ofelija
- 2024: Mama
- 2025: Hedonista